# Mariano Poletto
Mariano Poletto (Vicenza, 22 marzo 1907 – 6 luglio 1987) è stato un politico italiano.

## Biografia
Laureato in Lettere, fu insegnante. Venne eletto nel 1948 alla Camera nella I legislatura con la Democrazia Cristiana, rimanendo in carica fino al 1953.
Nel 1977 ricevette l'onorificenza di Grand'Ufficiale dell'Ordine al merito della Repubblica italiana. 
Morì all'età di 80 anni il 6 luglio 1987.

## Opere
- La letteratura dell'Hellade nel suo sviluppo storico ed estetico Cappelli, Rocca San Casciano